# Osteodes procidata
Osteodes procidata är en fjärilsart som beskrevs av Achille Guenée 1858. Osteodes procidata ingår i släktet Osteodes och familjen mätare. Inga underarter finns listade i Catalogue of Life.